# NGC 6434
NGC 6434 est une vaste galaxie spirale barrée située dans la constellation du Dragon. Sa vitesse par rapport au fond diffus cosmologique est de 2 433 ± 7 km/s, ce qui correspond à une distance de Hubble de 35,9 ± 2,5 Mpc (∼117 millions d'al). NGC 6434 a été découverte par l'astronome germano-britannique William Herschel en 1788.
La classe de luminosité de NGC 6434 est II-III et elle présente une large raie HI. Elle renferme également des régions d'hydrogène ionisé.
À ce jour, 11 mesures non basées sur le décalage vers le rouge (redshift) donnent une distance de 39,455 ± 5,122 Mpc (∼129 millions d'al), ce qui est à l'intérieur des valeurs de la distance de Hubble.